# Chattanooga (Tennessee)
Chattanooga is een stad in de Amerikaanse staat Tennessee en telt ruim 180.000 inwoners. Het is hiermee de 141e stad in de Verenigde Staten (2014). De oppervlakte bedraagt 355,0 km², waarmee het de 42e stad is.

## Kunst en cultuur
- Het Hunter Museum of American Art, een museum voor Amerikaanse kunst.
- De stad werd in 1941 vereeuwigd in het nummer Chattanooga Choo Choo van Glenn Miller and his Orchestra.

## Demografie
De bevolking is voor 15,2 % ouder dan 65 jaar en bestaat voor 33,5 % uit eenpersoonshuishoudens. De werkloosheid bedraagt 3,4 % (cijfers volkstelling 2000).
Ongeveer 2,1 % van de bevolking van Chattanooga bestaat uit hispanics en latino's, 36,1 % is van Afrikaanse oorsprong en 1,5 % van Aziatische oorsprong.
Het aantal inwoners steeg van 152.828 in 1990 naar 155.554 in 2000. In 2014 was het aantal inwoners gestegen tot 173.778, dit was een stijging van 3,6% ten opzichte van 2010.

## Klimaat
In januari is de gemiddelde temperatuur 3,0 °C, in juli is dat 25,9 °C. Jaarlijks valt er gemiddeld 1357,9 mm neerslag (gegevens op basis van de meetperiode 1961-1990).

## Schietpartij
Op 16 juli 2015 was er een schietpartij bij een marinebasis en een wervingskantoor. Er vielen 5 doden. Het motief van de dader is nog niet bekend.

## Plaatsen in de nabije omgeving
De onderstaande figuur toont nabijgelegen plaatsen in een straal van 8 km rond Chattanooga.

## Geboren
- Bessie Smith (1894-1937), blueszangeres
- Tamara Jernigan (1959), astronaute
- Lori Petty (1963), actrice, filmregisseuse, filmproducente en scenarioschrijfster
- Sean Ryan (1992), zwemmer
- Isaiah Rashad (1991) rapper